# 1E busz (Tiszaújváros)
A tiszaújvárosi 1E jelzésű autóbuszvonal a Tiszai Erőmű és Tiszaszederkény között húzódó helyi vonal volt, amelyet a Borsod Volán Zrt. üzemeltetett.

## Közlekedése
| Viszonylat                                              | Indításszám | Közlekedési rend     |
| ------------------------------------------------------- | ----------- | -------------------- |
| Tiszai Erőmű aut. vt. – Tiszaszederkény, Kossuth u. 70. | 1 pár       | munkaszüneti napokon |

## Megállóhelyei
| 0 | Tiszai Erőmű, autóbusz-váróterem végállomás     | 0.0 km | 0  |
| 1 | Tiszai Erőmű elágazás                           | 1.5 km | 3  |
| 2 | Szövetkezeti bolt (↓)                           | 5.2 km | 8  |
| ∫ | Bocskai István utca (tsz-iroda) (↑)             | ∫      | ∫  |
| ∫ | Tiszaszederkény, Bajcsy-Zsilinszky utca 37. (↑) | ∫      | ∫  |
| ∫ | Tiszaszederkény, Bajcsy-Zsilinszky utca 67. (↑) | ∫      | ∫  |
| 3 | Tiszaszederkény, Kossuth utca 70. végállomás    | 6.1 km | 10 |